# Philoliche suavis
Philoliche suavis är en tvåvingeart som först beskrevs av Friedrich Hermann Loew 1858.  Philoliche suavis ingår i släktet Philoliche och familjen bromsar.
Artens utbredningsområde är Seychellerna. Inga underarter finns listade i Catalogue of Life.